# جون رينولدز (سياسي كندي)
جون رينولدز هو سياسي كندي، ولد في 19 يناير 1942 في تورونتو في كندا. حزبياً، نشط في حزب المحافظين الكندي والحزب الكندي التقدمي المحافظ وBritish Columbia Social Credit Party ‏. وقد انتخب عضو مجلس العموم الكندي عن دائرة Burnaby—Richmond ‏ (30 أكتوبر 1972 – 9 مايو 1977).